# Streblosoma sinica
Streblosoma sinica är en ringmaskart som beskrevs av Wu, Wu och Qian 1987. Streblosoma sinica ingår i släktet Streblosoma och familjen Terebellidae. Inga underarter finns listade i Catalogue of Life.